# Nabû-nādin-zēri
Nabû-nādin-zēri regierte zwei Jahre von 733 bis 731 v. Chr. als babylonischer König. Die in babylonischen Quellen vermerkte Mondfinsternis von 731 v. Chr. ermöglichte die genaue Datierung seiner Regierungszeit. Er folgte seinem Vater Nabû-naṣir, der durch eine Krankheit gestorben war. Ihn entmachtete sein Nachfolger Nabû-šuma-ukīn II.